# Krëusa (Tochter des Okeanos)
Krëusa (altgriechisch Κρέουσα Kréousa, lateinisch Creusa) ist in der griechischen Mythologie eine Najade.
Sie ist die Tochter der Gaia und des Okeanos. Mit dem thessalischen Flussgott Peneios bekam sie einen Sohn, Hypseus, und eine Tochter, Stilbe.